# Мухаммара
Мухаммара (араб. محمرة‎ — «покрасневший») — острый соус или закуска на основе красного алеппского перца, входит в левантийскую и турецкую кухни. В западной Турции мухаммару называют аджука (acuka).

## Ингредиенты
Основными ингредиентами являются свежие или сушеные перцы, обычно перец алеппо, молотые грецкие орехи, сухари и оливковое масло. Также может содержать чеснок, пасту из перца чили, соль, лимонный сок, гранатовый сок, иногда специи (например, тмин). Может быть украшен листьями мяты.
Сефардские евреи готовят мухаммара из запеченного болгарского перца и молотых грецких орехов.

## Употребление
Мухаммару едят как соус с хлебом, как бутербродную пасту для тостов, используют в качестве соуса для шашлыка, жареного мяса и рыбы.